# Supernova impostora

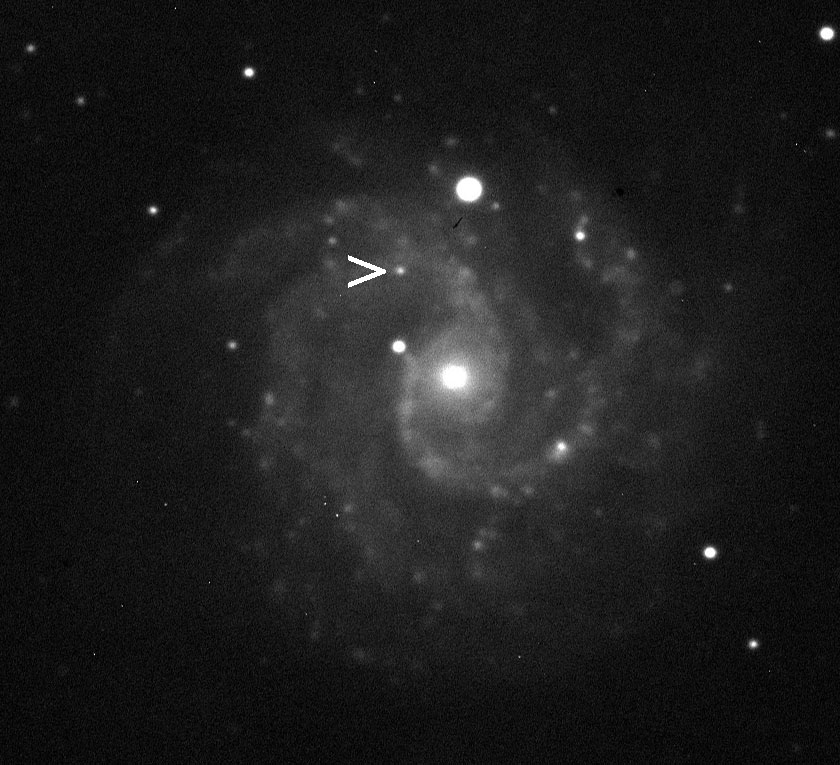
A galáxia NGC 3184 com indicação para a supernova impostora SN 2010dn.

Uma supernova impostora é uma explosão estelar que aparenta, à primeira vista, ser um tipo de supernova, porem ela não destrói sua estrela progenitora. Assim sendo, essa explosão seria considerada pertencente à classe das novas extra-poderosas. Elas também são conhecidas como supernovas Tipo V, Eta Carinae análogas, e erupções gigantes de variáveis luminosas azuis.

## Aparência, origem e perda de massa
Supernovas impostoras se apresentam como supernovas notóriamente opacas de tipo espectral IIn - aquelas que possuem hidrogênio em seus espectros e riscas espectrais estreitas indicando uma velocidade do gás relativamente baixa. Essas impostoras excedem seus estágios pré-explosão em várias magnitudes, com um pico da magnitude visual absoluta típico variando de −11 a −14, fazendo dessas explosões quase tão brilhantes quanto as estrelas mais luminosas. O mecanismo que desencadeia essas explosões permanece ainda inexplicado, mas especula-se que elas sejam causadas pela violação do clássico limite de Eddington, dando início a uma perda de massa extrema. Se o índice de energia radiada convertida em energia cinética for próximo a uma unidade, como acontece em Eta Carinae, pode-se esperar então uma massa ejetada de aproximadamente 0.16 massas solares.

## Exemplos
Possíveis exemplos de supernovas impostoras incluem a erupção de 1843 de Eta Carinae, P Cygni, SN 1961V, SN 1954J, SN 1997bs, SN 2008S em NGC 6946, e SN 2010dn nas quais afirmam ter detectado as estrelas progenitoras.
Uma supernova impostora que gerou notícia após a sua ocorrência foi a observada em 20 de outubro de 2004, na galáxia UGC 4904 pelo astrônomo amador japonês Koichi Itagaki. Essa estrela variável luminosa azul explodiu depois de dois anos, em 11 de outubro de 2006, como a supernova SN 2006jc.